# Маргиани, Ушанги
Ушанги Маргиани (род. 28 января 1994) — грузинский самбист и дзюдоист, чемпион и призёр чемпионатов Европы, призёр Европейских игр, призёр чемпионата мира.

## Биография
Родился в 1994 году. В 2014 году стал обладателем золотой медали чемпионата Европы в составе команды. В 2015 году стал обладателем серебряной медали Европейских игр в составе команды. В 2016 году стал обладателем золотой медали чемпионата Европы в составе команды. В 2017 году завоевал бронзовую медаль чемпионата мира.